# Genesis G90
Genesis G90 — полноразмерный седан класса люкс, выпускаемый корейским автопроизводителем Genesis, подразделением люксового подразделения Hyundai Motor Company, с 2015 года. G90 является преемником Hyundai Equus и с 2015 по 2018 год был известен в Южной Корее как Genesis EQ900.

## Первое поколение
Genesis G90 дебютировал в Южной Корее 9 декабря 2015 года как Genesis EQ900.
Дебют на рынке США состоялся на Североамериканском международном автосалоне 2016 года и поступил в продажу в сентябре 2016 года в розничных магазинах Genesis как автомобили 2017 модельного года.  Доступные силовые агрегаты включали 3.3T, 3.3T HTRAC, 5.0, 5.0 HTRAC.
Базовая модель Genesis G90 оснащена 3,3-литровым двигателем V6 с турбонаддувом, мощность которого составляет 365 л.с. (272 кВт) и крутящий момент 376 фунт-фут (510 Нм). G90 Ultimate оснащен 5,0-литровым двигателем V8 мощностью 420 л.с. (313 кВт) и крутящим моментом 383 фунт-фут (519 Нм). Все модели оснащены восьмиступенчатой автоматической коробкой передач с функцией переключения передач, а также доступны с задним или полным приводом.

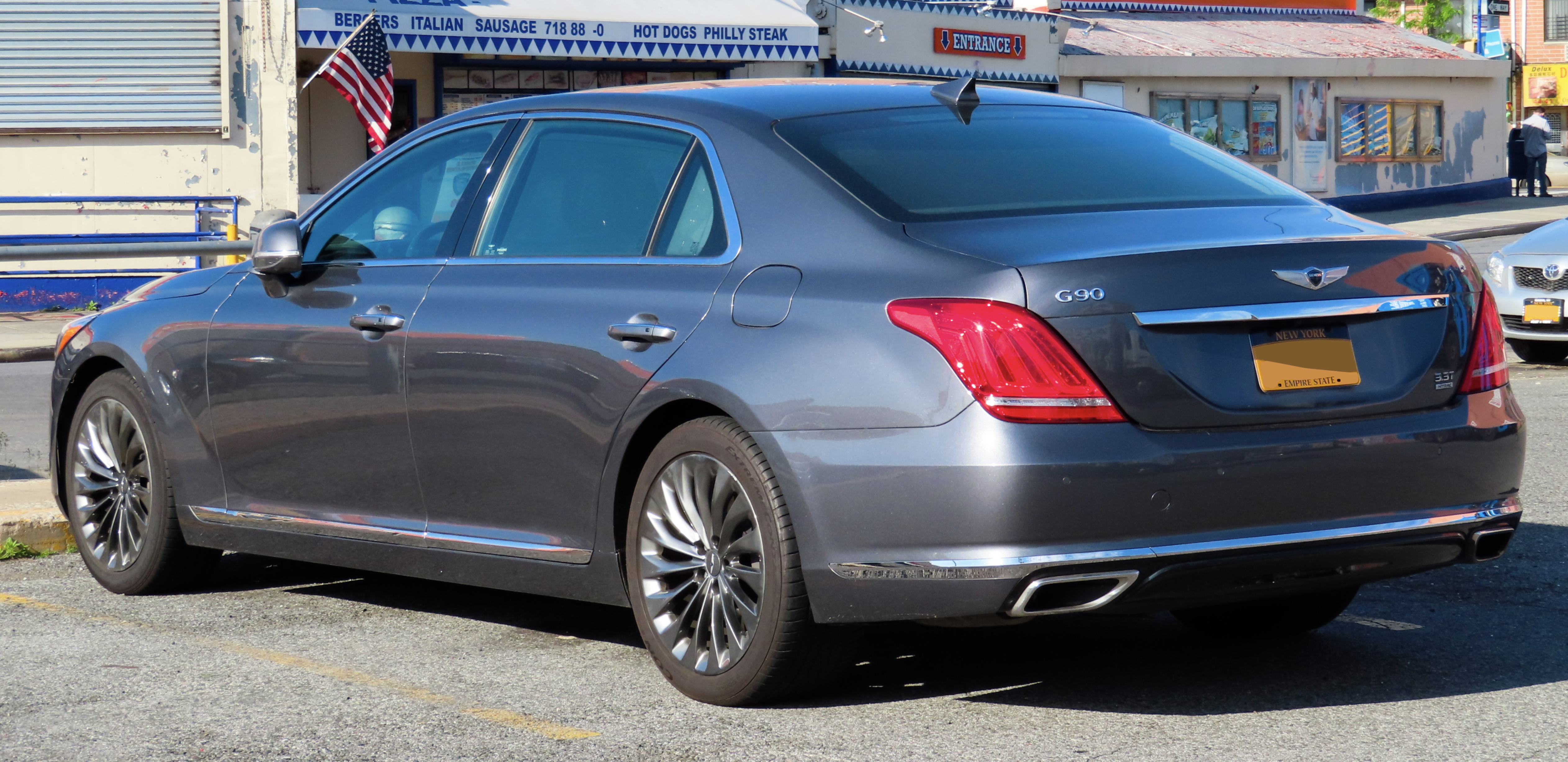
Genesis G90 3.3L V6
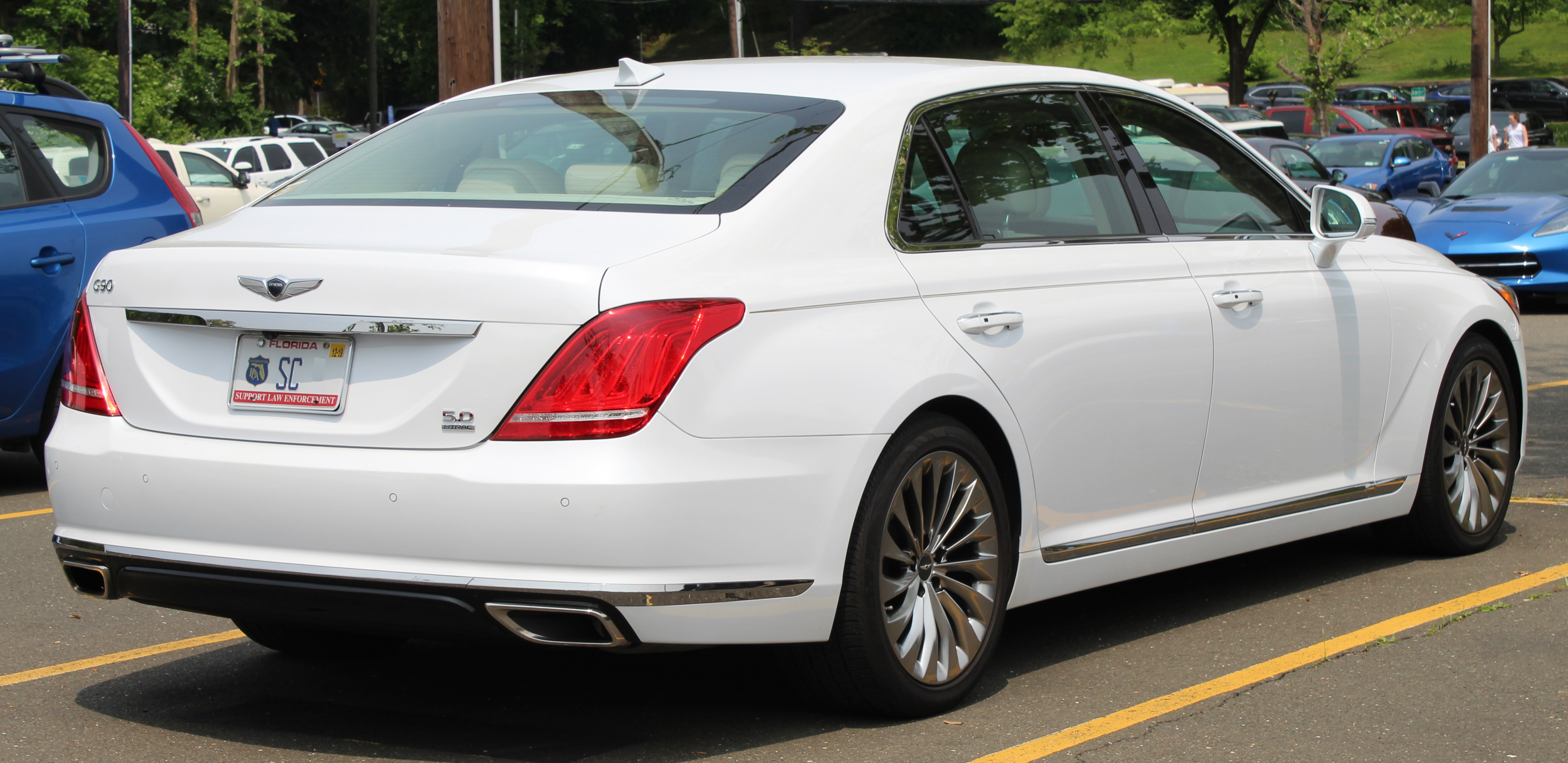
Genesis G90 Ultimate 5.0 V8

### Рестайлинг
Рестайлинговый G90 дебютировал в Корее 27 ноября 2018 года. EQ900 также был переименован в G90 для корейского рынка.

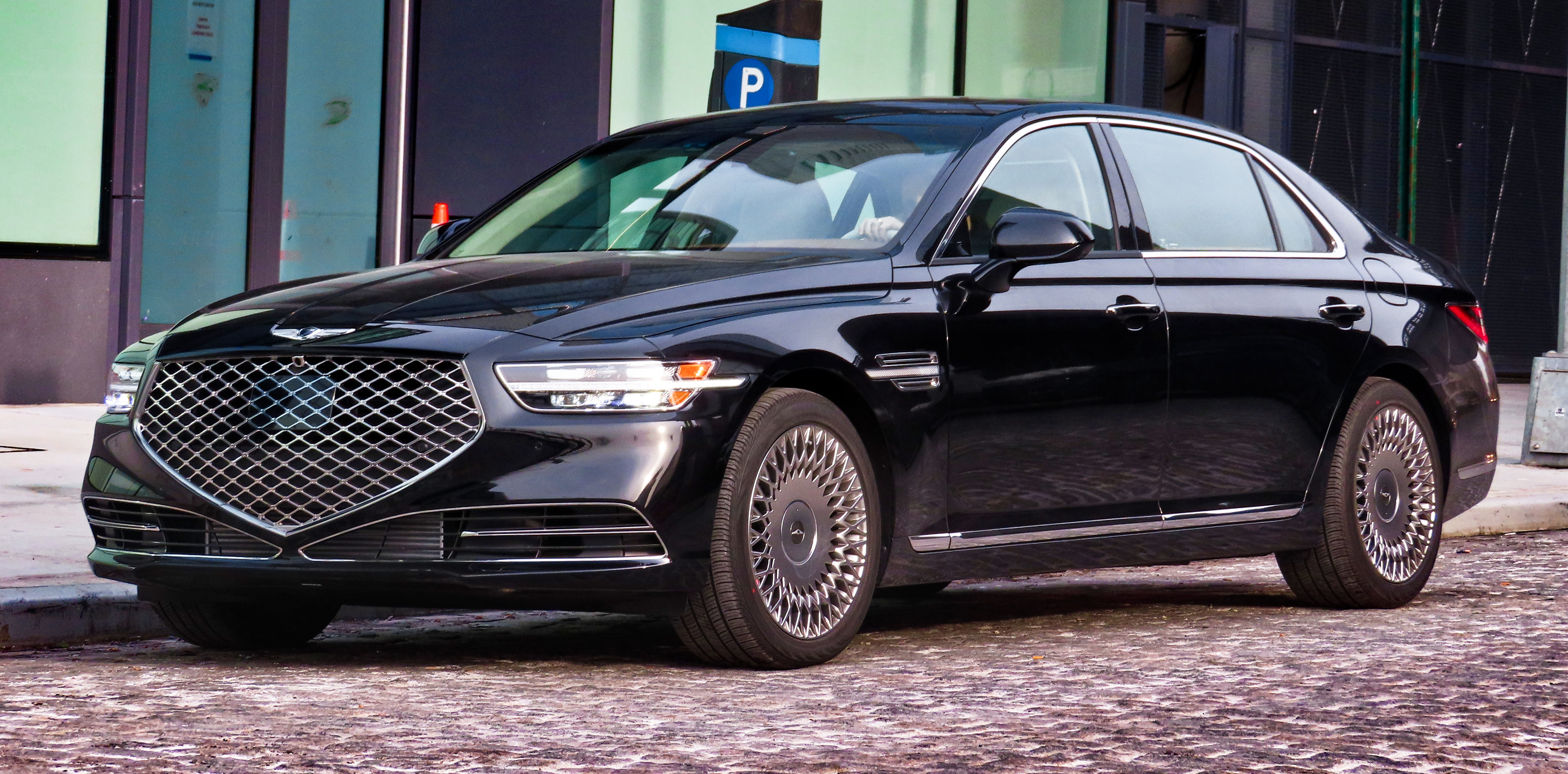
Genesis G90 Фейслифт
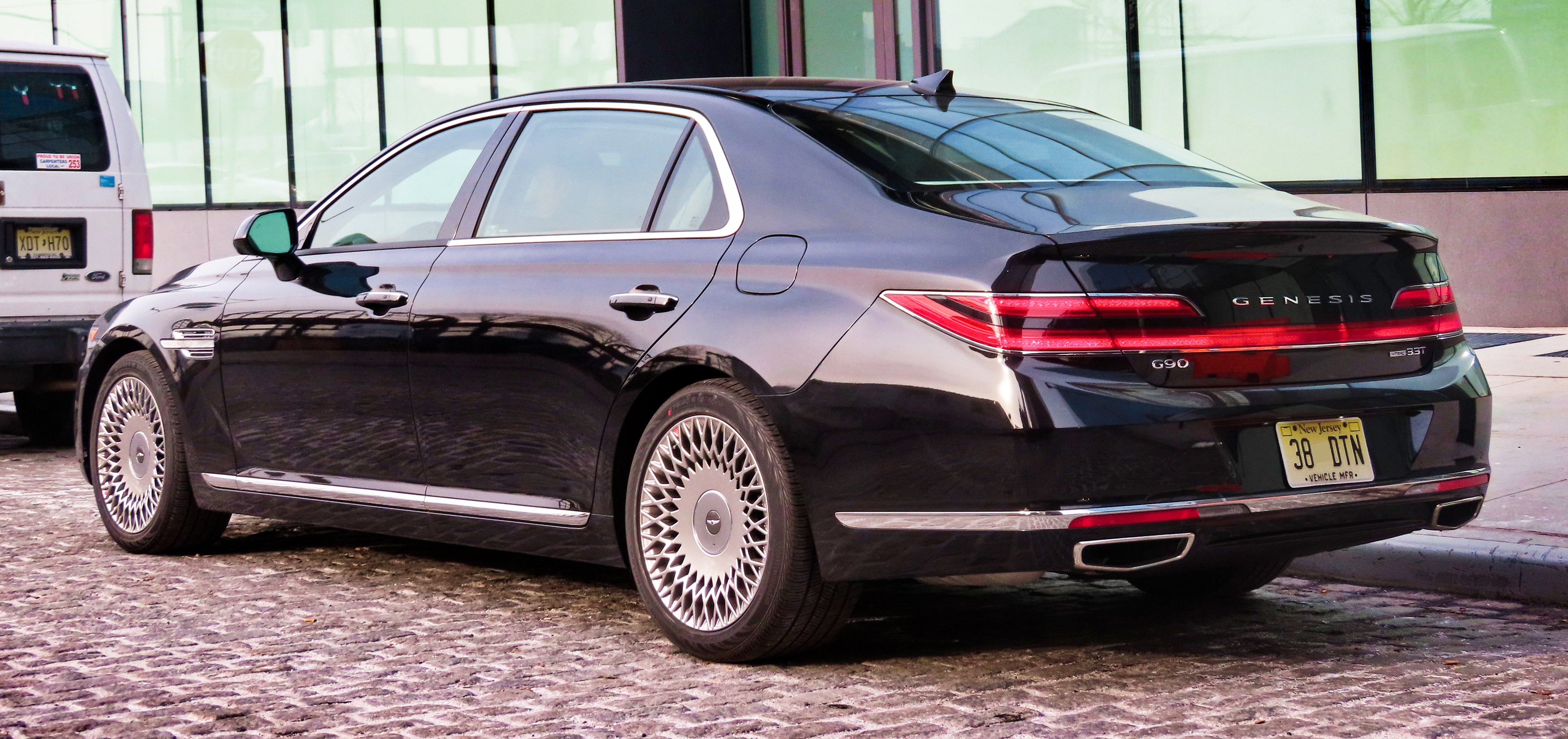
Genesis G90 Фейслифт вид сзади

### EQ900L/G90L
G90L — это версия G90 с длинной колесной базой. Первоначально он продавался в Корее как EQ900L, а затем был переименован в G90L после обновления внешнего вида в 2018 году. G90L доступен только с двигателем V8 5.0L AWD.

#### EQ900L

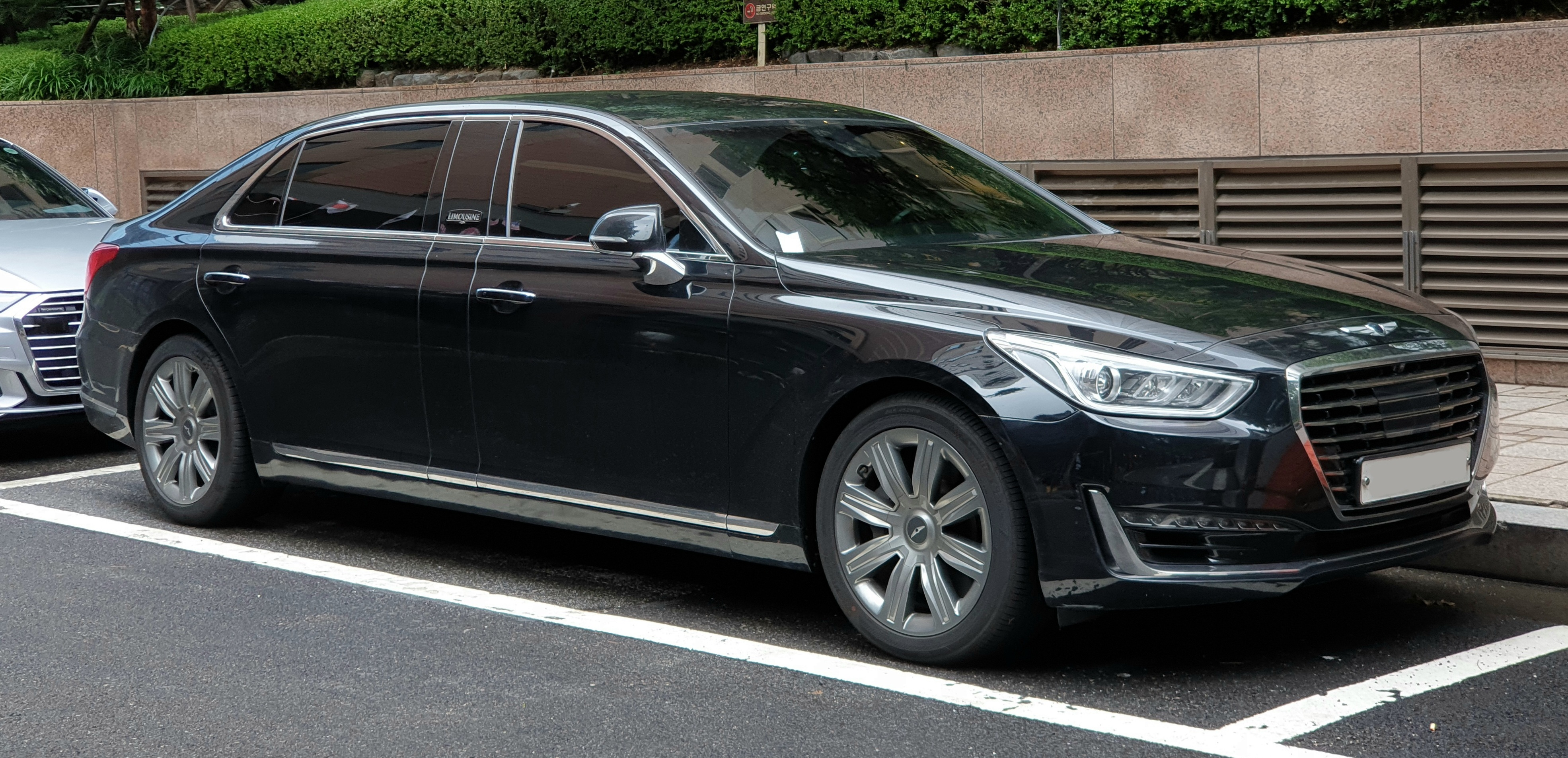
Genesis EQ900L
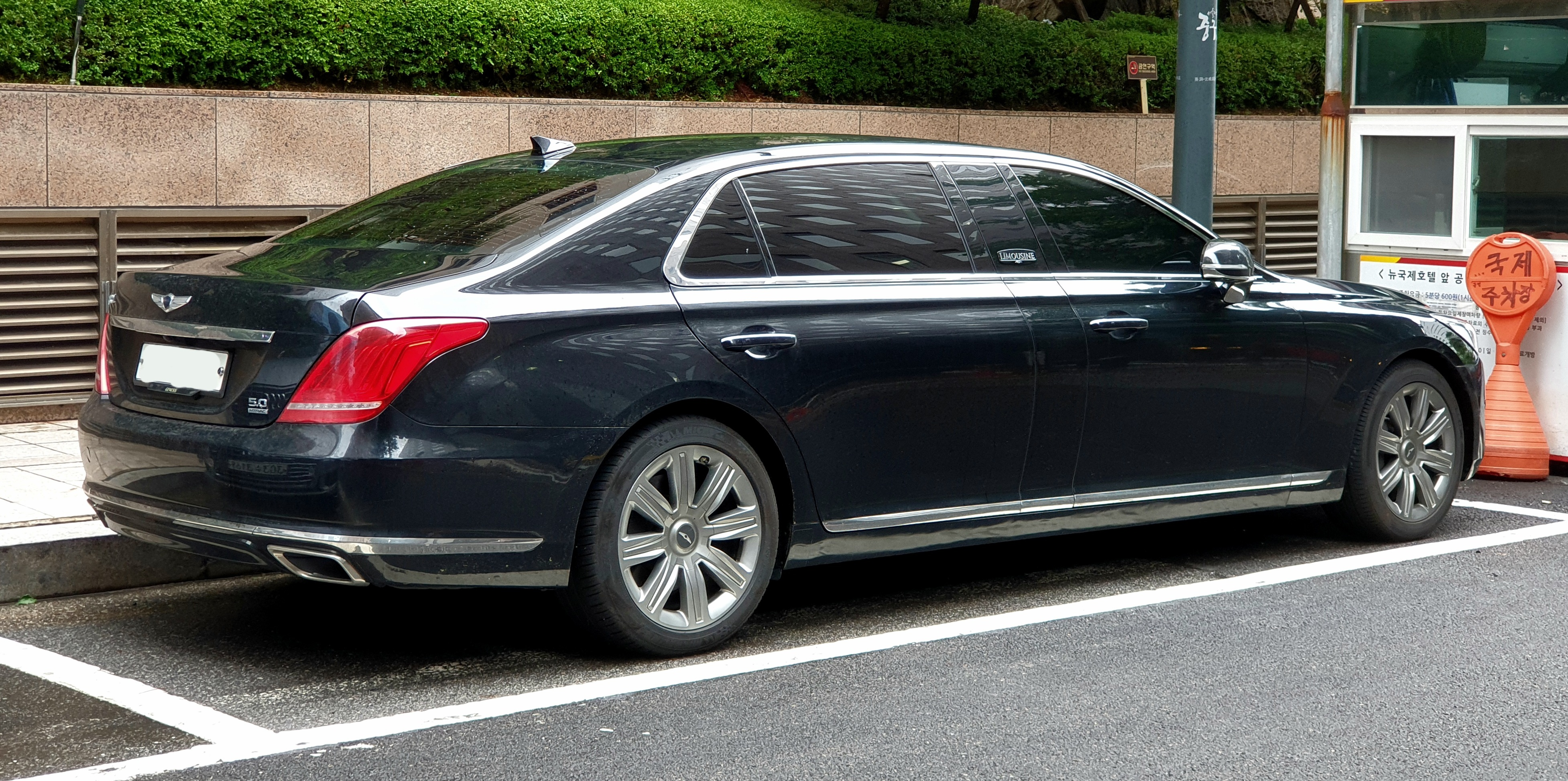
Genesis EQ900L

#### G90L

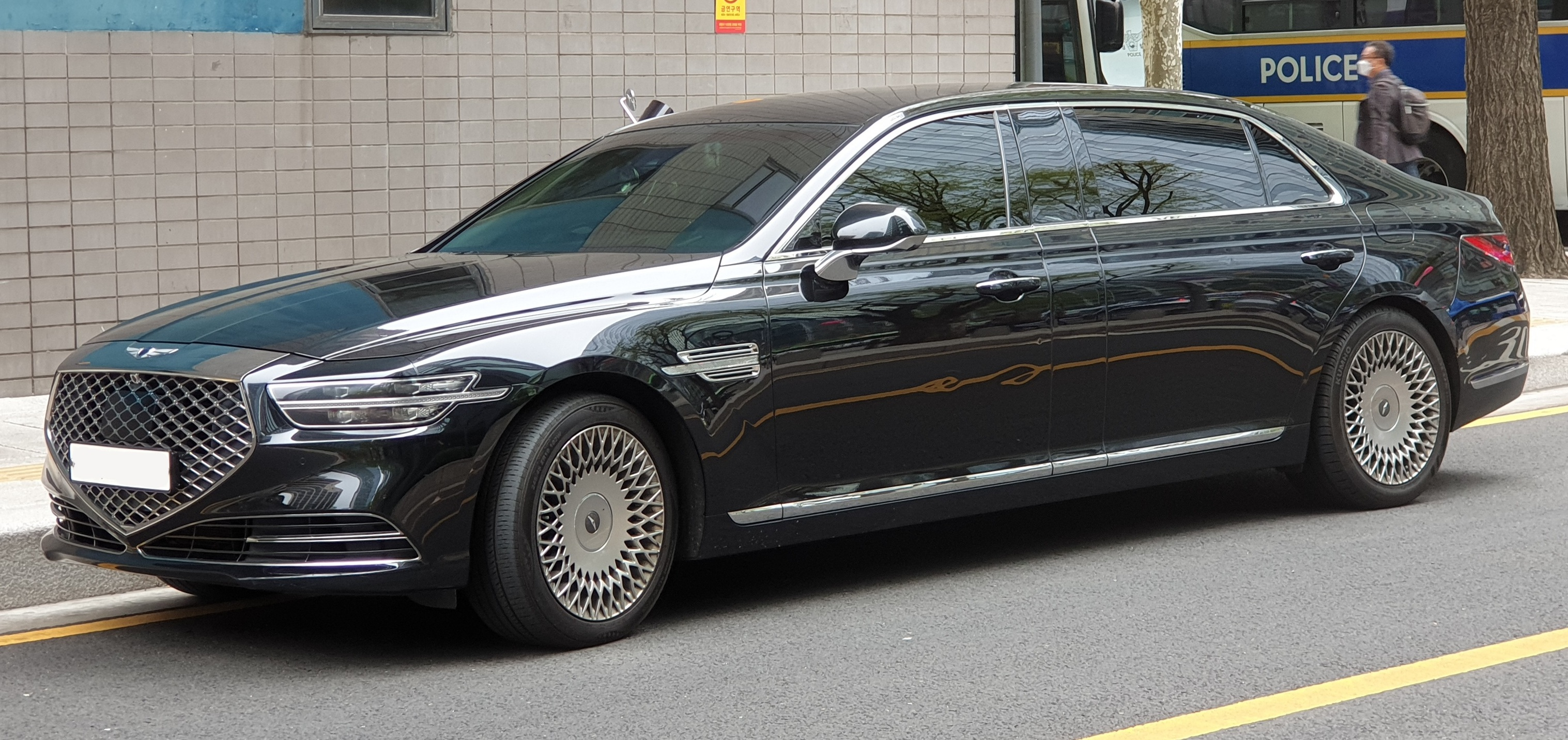
Genesis G90L
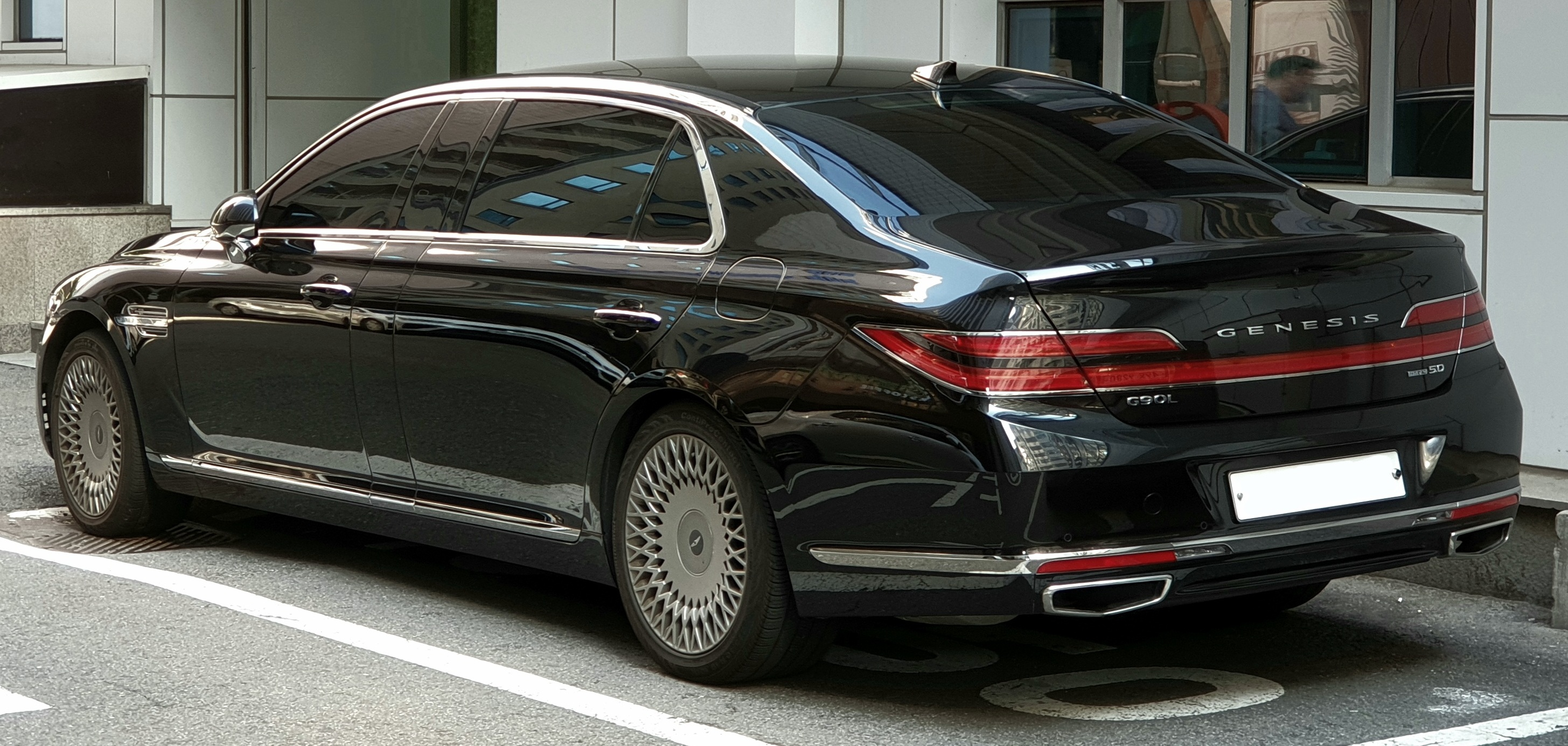
Genesis G90L

## Второе поколение
Дизайн модели второго поколения был представлен 30 ноября 2021 года. У Genesis применен был применен корпоративный стиль в виде двух линейных фар.  Проекционный фонарь кубической формы включает в себя белый свет, дневной свет и указатель поворота. Сзади также длинные два ряда задних фонарей. G90 второго поколения выпускается в двух моделях: общей модели и модели с длинной колесной базой. Модель оснащена 3,5-литровым двигателем V6 с двойным турбонаддувом мощностью 380 л.с. (279 кВт; 375 л.с.) и 530 Нм в базовой версии. Модель с длинной колесной базой дополнительно оснащена 48-вольтовой мягкой гибридной системой с электрическим двигателем для дополнительной мощности. Полный привод входит в стандартную комплектацию модели с длинной колесной базой.

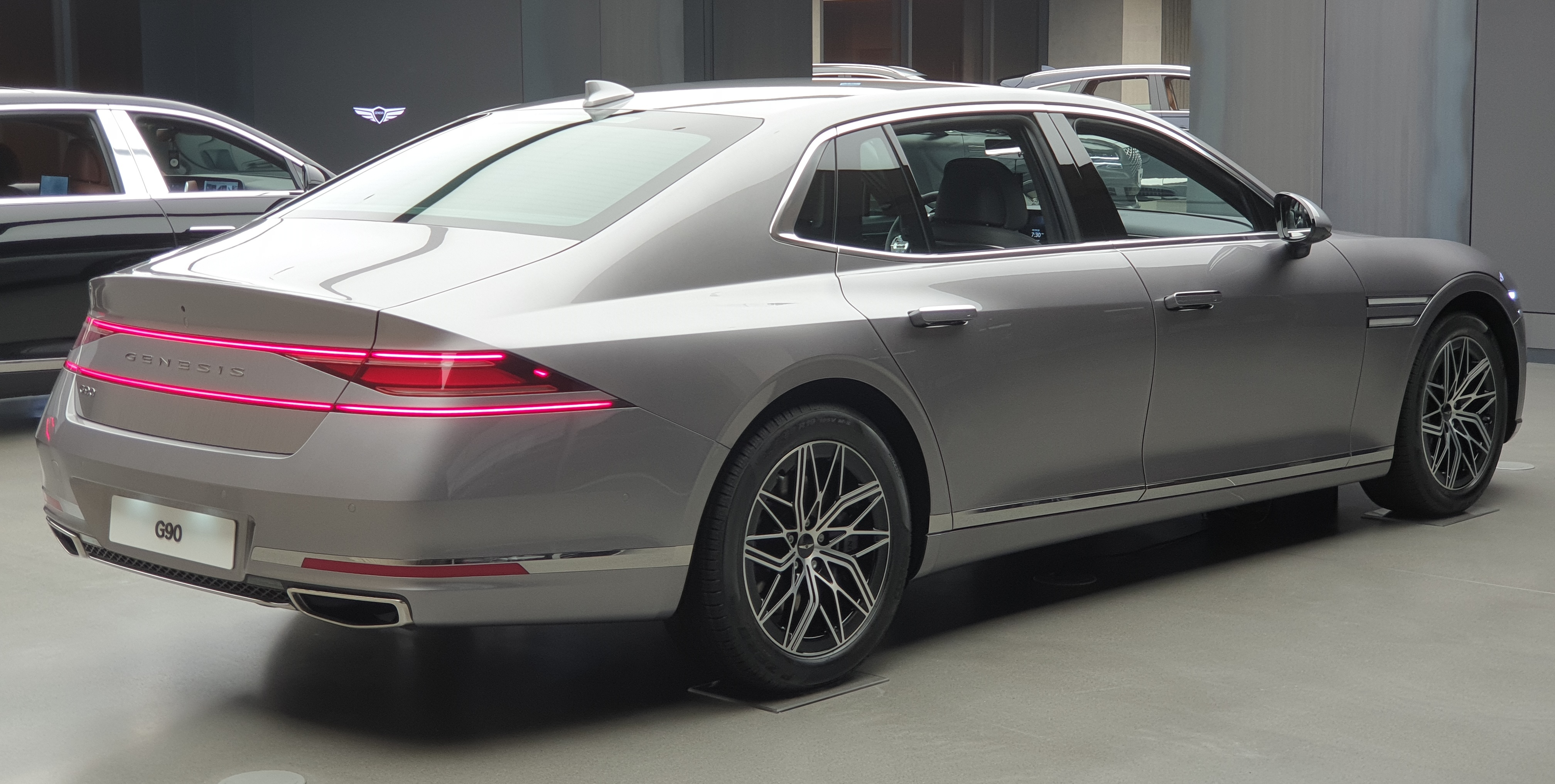
Вид сзади
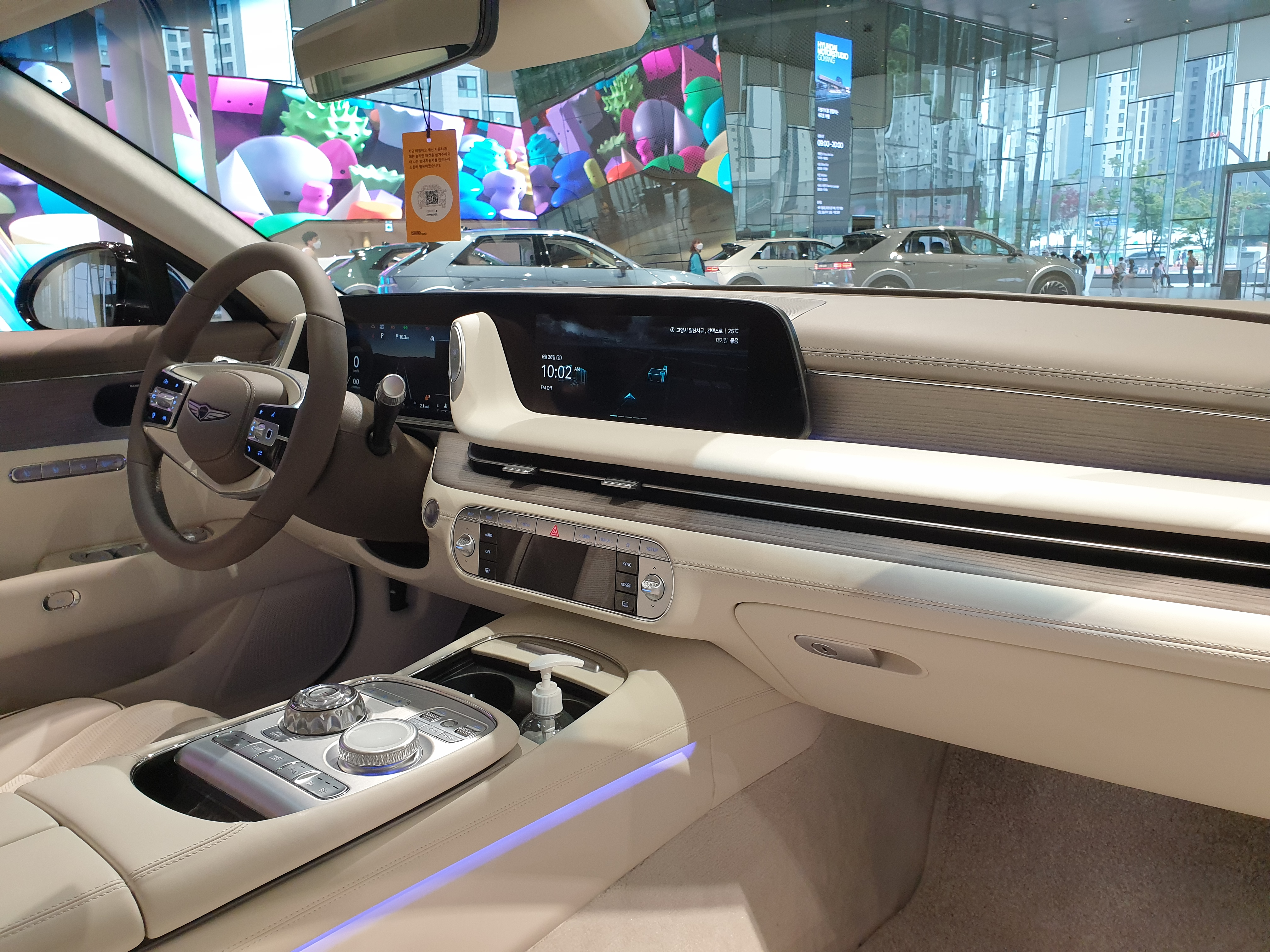
Интерьер

### G90 (LWB)
G90 второго поколения доступен с длинной колесной базой, которая на 190 мм больше, чем у стандартного автомобиля.

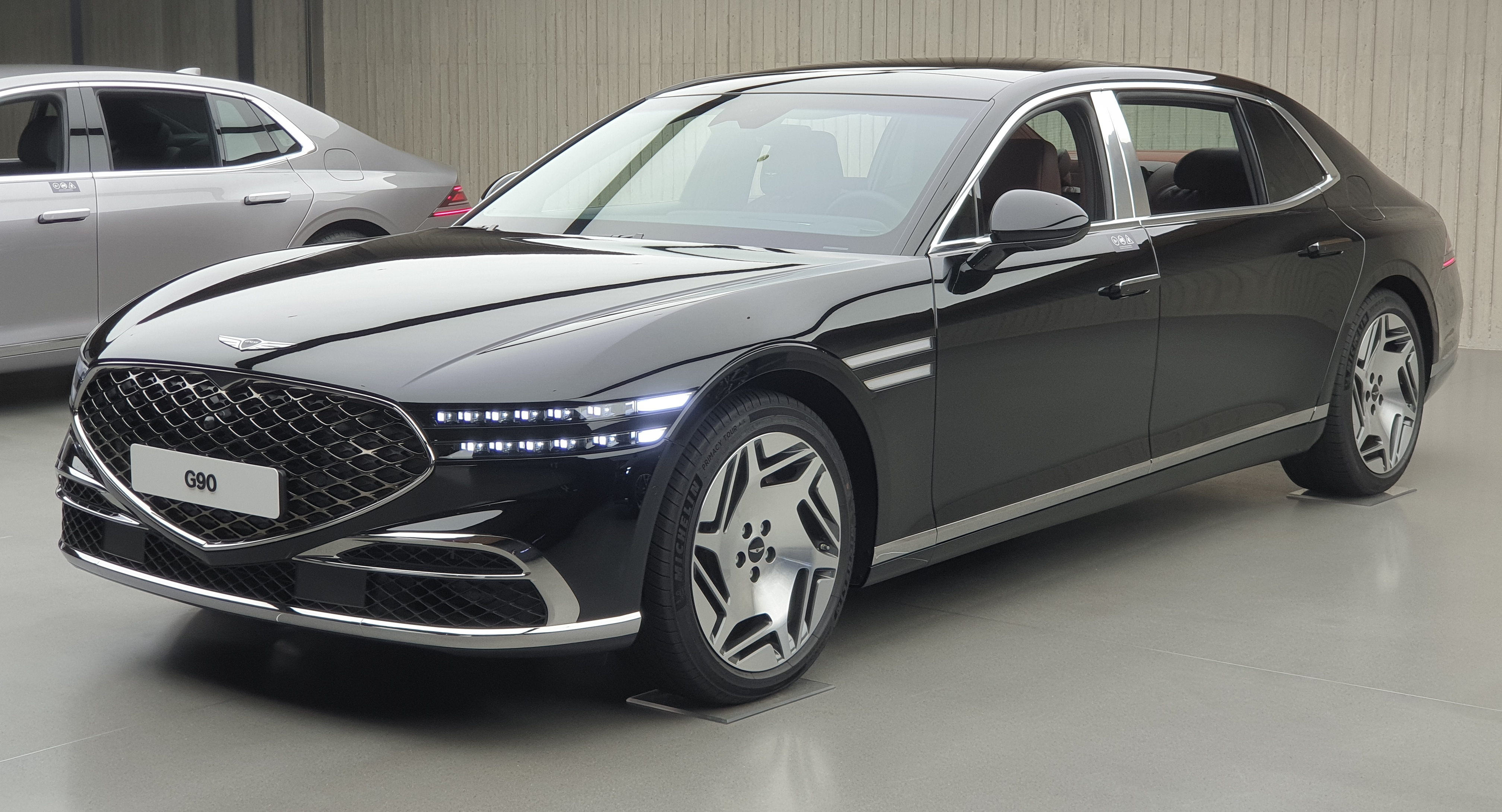
Genesis G90 (LWB)
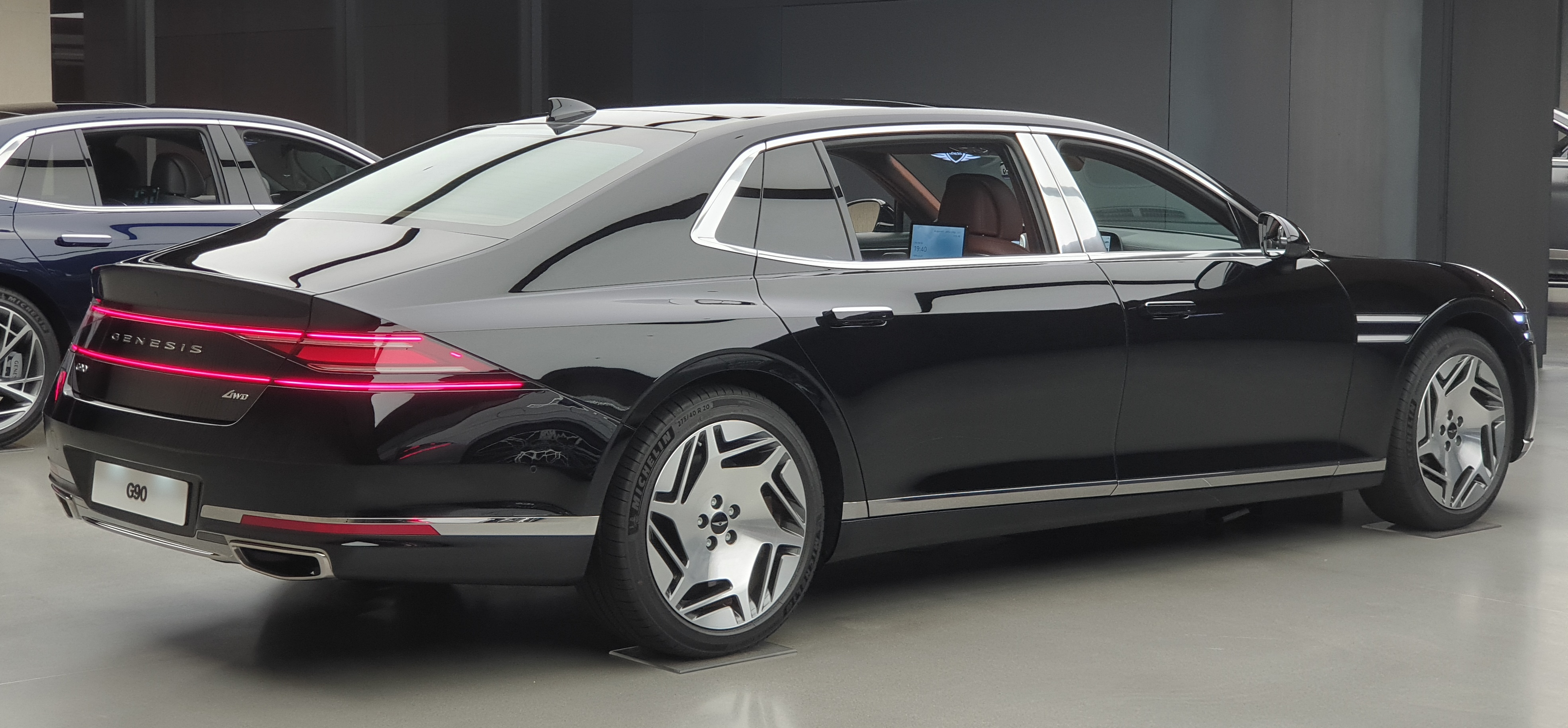
Genesis G90 (LWB)